# Jean Godin
 (juin 2020).
 (juin 2020).
- Si vous ne connaissez pas le sujet, laissez ce bandeau (vous pouvez alors contacter les auteurs).
- Si vous supprimez le contenu mis en cause (vous pouvez préalablement contacter les auteurs),

argumentez précisément cette suppression dans la page de discussion
(un manque de référence n'est pas un argument ; une recherche réelle de référence doit avoir été effectuée, être formellement documentée).
Jean Godin, né le 2 août 1931 à Amiens et mort le 7 septembre 2002 à Bagnères-de-Bigorre, est un médecin français. Il est l'importateur et l'initiateur de l'hypnose éricksonienne en France.     

## Biographie
Jean Godin fait ses études de médecine à l'École du service de santé de la Marine à Bordeaux, il obtient son doctorat en médecine en 1957 et son diplôme de psychiatrie en 1971. Il soutient un doctorat de lettres à la Sorbonne sous la direction de Jean Stoetzel en 1972. Il travaille comme coopérant en Côte d'Ivoire, puis à Madagascar et en Nouvelle-Calédonie. Il enseigne ensuite la psychopathologie dans les facultés de Bordeaux et de Nice[réf. nécessaire]. Il publie sa thèse de médecine sur la relaxation en 1957 avant de s'intéresser à l'hypnose. Il s'est formé à l'hypnose en 1968 auprès de John Hartland.
Il est à l'origine du renouveau de l'hypnose française à partir de 1980. Il crée un institut Milton Erickson à Paris en 1984. Il est l'auteur des premiers ouvrages français concernant l’œuvre de ce dernier. Il fonde la première école d'hypnose médicale. Il forme ainsi des  professionnels de santé. Dans les années 1980, il est le seul Français invité aux congrès annuels de la maison mère, la fondation Erickson de Phoenix, créée en 1980 par le Dr Jeffrey Zeig.
Jean Godin est l'auteur de l'article dans l'EMC. Après la création de l'Institut Milton Erickson de Paris en 1982, il fonde avec Patrick Bellet la revue trimestrielle Phoenix (le journal de l'hypnose francophone). En 1992, il fonde également l'Association française de nouvelle hypnose. Dans le cadre de l'institut Milton Erickson de Paris, il invitera des élèves d'Erickson. Le journal Le Monde publie une notice nécrologique à l'occasion de son décès.   
Il est l'auteur d'un livre intitulé La Nouvelle Hypnose.

## Publications

### Ouvrages
- Tension nerveuse et relaxation, Bordeaux, Drouillard, 1957.
- Article « Hypnothérapie », Encyclopédie médico-chirurgicale, Paris, 1991, Psychiatrie.
- (avec Jacques-Antoine Malarewicz) M. Erickson - De l'hypnose clinique à la psychothérapie, Paris, Esf éditeur, 1986.
- La Nouvelle Hypnose - Vocabulaire, principes et méthode, Paris, Albin Michel, 1992.

### Articles
- « Originalité du regard de Milton Erickson sur l'hypnose et sur ses possibilités thérapeutiques », Journal de la Société française d'hypnose, 1987, p. 155-163
- « Les grandes idées de Milton H. Erickson », Phoenix 0, 1987
- « Hypnose Humour et Manipulation », 11th International Congress of Hypnosis and Psychosomatic Medecine, La Hague, 1988
- (en) « Evocation and Indirect Suggestion in the Communication Patterns of Milton H. Erickson », in Ericksonian Monographs, vol. 4, New York, Brunner et Mazel, 1988
- « L'hypnose revisitée », Jean Godin, in les Éditions du Rocher, Les entretiens internationaux de Monaco, 1989
- « Une philosophie de l'hypnose : le modèle de Milton Erickson », Phoenix 2, p. 13-19, 1989
- « L'hypnose éricksonienne en médecine et en psychologie », Somathothérapies, p. 12-14, 1990
- (en) « Myths in Action in Hypnosis », in Brunner et Mazel, Views on Ericksonian Brief Therapy, Process and Action, New York, 1991